# Льюис, Мэттью
Мэ́ттью Дэ́вид Лью́ис (англ. Matthew David Lewis, род. 27 июня 1989, Лидс, Уэст-Йоркшир) — английский актёр, наиболее известный ролью Невилла Долгопупса в фильмах о Гарри Поттере.

## Биография

### Ранняя жизнь
Родился в Лидс, Уэст-Йоркшир, Англия в семье Линды (урожд. Нидхэм) и Эдриана Льюиса. У него есть два брата — Кристофер, работает в одной из телевизионных компаний, и Энтони — тоже актёр.
Учился в католической школе Святой Мэри в Мэнстоне (Уэст-Йоркшир).

### Карьера
Впервые он получил роль в 5 лет, появившись в телесериале «Some Kind of Life» в 1995 году. Популярность ему принёс фильм «Гарри Поттер», где он во всех фильмах сыграл Невилла Долгопупса. Во время съёмок фильма «Гарри Поттер и Орден Феникса» Хелена Бонэм Картер случайно проколола Льюису барабанную перепонку, и он потерял слух на несколько дней.
В 2012 году Льюис появился в роли персонажа Джейми в пяти частях сериала «Syndicate», который транслировался на «BBC One».
В 2013 году он сыграл роль репортёра в независимом фильме «Магазин сладостей».
Исполнил роль Додда в фильме «Wasteland».
Исполнил роль Патрика в экранизации книги «До встречи с тобой» («Me Before You») Джоджо Мойес в 2016 году.

### Личная жизнь
Льюис является страстным поклонником регби и фаст-найт игр.
Также в интервью WBEZк Льюис заявил о своей связи с числом 11, и как оказалось, он в 11 лет получил роль в фильмах «Гарри Поттер». Это вдохновило его сделать татуировку числа 11 на правой руке и у него есть много одежды с числом 11.
В начале 2016 года познакомился с Анджелой Джонс — организатором мероприятий в Universal Studios. В конце 2016 года пара объявила о помолвке. В конце мая 2018 года Льюис и Джонс вступили в брак.

## Фильмография
| Год       |     | Русское название                    | Оригинальное название                               | Роль                      |
| --------- | --- | ----------------------------------- | --------------------------------------------------- | ------------------------- |
| 1995      | ф   | Это называется жизнь                | Some Kind of Life                                   | Джонатан Тейлор           |
| 1996      | с   | Дэлзил и Пэскоу                     | Dalziel and Pascoe                                  | Дэви Плесси               |
| 1997      | с   | Там, где сердце                     | Where the Heart Is                                  | Билли Бивен               |
| 1998      | с   |                                     | City Central                                        | Бен Мортон                |
| 1999      | с   | Биение сердца                       | Heartbeat                                           | Алан Куигли               |
| 2000      | тф  |                                     | This Is Personal: The Hunt for the Yorkshire Ripper | Кристофер Олдфилд в 9 лет |
| 2001      | ф   | Гарри Поттер и философский камень   | Harry Potter and the Philosopher's Stone            | Невилл Долгопупс          |
| 2002      | ф   | Гарри Поттер и Тайная комната       | Harry Potter and the Chamber of Secrets             | Невилл Долгопупс          |
| 2004      | ф   | Гарри Поттер и узник Азкабана       | Harry Potter and the Prisoner of Azkaban            | Невилл Долгопупс          |
| 2005      | ф   | Гарри Поттер и Кубок огня           | Harry Potter and the Goblet of Fire                 | Невилл Долгопупс          |
| 2007      | ф   | Гарри Поттер и Орден Феникса        | Harry Potter and the Order of the Phoenix           | Невилл Долгопупс          |
| 2009      | ф   | Гарри Поттер и Принц-полукровка     | Harry Potter and the Half-Blood Prince              | Невилл Долгопупс          |
| 2010      | ф   | Гарри Поттер и Дары Смерти: часть 1 | Harry Potter and the Deathly Hallows: Part I        | Невилл Долгопупс          |
| 2011      | ф   | Гарри Поттер и Дары Смерти: часть 2 | Harry Potter and the Deathly Hallows: Part II       | Невилл Долгопупс          |
| 2012      | кор |                                     | Night of the Loving Dead                            | Найджел                   |
| 2012      | с   | Синдикат                            | The Syndicate                                       | Джейми Брэдли             |
| 2012      | ф   | Пустошь                             | Wasteland                                           | Додд                      |
| 2013      | ф   | Магазин сладостей                   | The Sweet Shop                                      | репортёр                  |
| 2014—2015 | с   | Песчаник 42                         | Bluestone 42                                        | капрал Гордон Хаус        |
| 2016      | с   | Улица потрошителя                   | Ripper Street                                       | Сэмюел Драммонд           |
| 2016      | ф   | До встречи с тобой                  | Me Before You                                       | Патрик                    |
| 2018      | ф   | Конченая                            | Terminal                                            | Ленни                     |
| 2020—2021 | с   | О всех созданиях — больших и малых  | All Creatures Great and Small                       | Хью Халтон                |